# Hockey Breganze
La Associazione Sportiva Dilettantistica Hockey Breganze, más conocida como Hockey Breganze y por motivos de patrocinio como 	
Lanaro Faizane Breganze, es un club de hockey sobre patines de la localidad italiana de Breganze, en la región del Véneto. Fue fundado en el año 1961 con el nombre de Polisportiva CSI Breganze y actualmente milita en la Serie A2 italiana.
Entre sus logros deportivos más destacados figuran dos ligas italianas (1976, 1979), cuatro copas de Italia (1968, 1975, 2015, 2019) y una supercopa (2015), así como la disputa de la final de la Copa de la CERS de la temporada 2013/14, en la que cayó derrotado por el CE Noia.

## Palmarés
Campeonatos nacionales:
- 2 Ligas de Italia (1976, 1979)
- 4 Copas de Italia (1968, 1975, 2015, 2019)
- 1 Supercopa de Italia (2015)

## Plantilla 2018-2019
| - (4) Guido Sgaria - (9) Samuele Muglia - (10) Bruno Sgaria (portero) - (14) Eloi Mitjans - (23) Gerard Teixidó |  | - (24) Fabio Mabilia (portero) - (27) Lucas Martínez - (29) Mattia Cocco - (53) Stefano Del Santo |